# Wigton cum Woodside
Wigton cum Woodside var en civil parish 1877–1894 när den delades mellan nybildade civil parishes Wigton och Woodside,  i grevskapet Cumbria i England. Parish var belägen 13 km från Aspatria och hade 4 346 invånare år 1891. Den inbegrep Brackenlands, High Longthwaite, Highmoor, Kirkland, Moorhouse, Standingstone, Station Hill, Western Bank och Wigton.